# Schönlind (Weischlitz)
Schönlind ist ein Ortsteil der Gemeinde Weischlitz im Vogtlandkreis in Sachsen. Er wurde am 1. Januar 1972 in die Gemeinde Reuth eingemeindet, die am 1. Januar 2017 zur Gemeinde Weischlitz kam.

## Geographie

### Lage und Verkehr
Das Waldhufendorf Schönlind liegt östlich der Gemeinde Reuth an der Kreisstraße 7855 südlich des Naturschutzgebietes bei Thossen. Der Ort liegt zwischen den Bergen Hohe Wache (603 Meter über NN) im Südwesten und Wartberg (558 Meter über NN) im Osten. Die nördliche Ortsflur begrenzt teilweise der Schönlinder Burgbach, der über den Rosenbach in die Weiße Elster entwässert.
Schönlind liegt im Westen des Vogtlandkreises und im sächsischen Teil des historischen Vogtlands. Geografisch liegt der Ort im Südwesten des Naturraums Vogtland (Übergang von Thüringer Schiefergebirge ins Mittelvogtländische Kuppenland).
Der Ort ist mit der vertakteten RufBus-Linie 47 des Verkehrsverbunds Vogtland an Weischlitz und Plauen angebunden.

### Nachbarorte
| Reuth           |                                             |         |
|                 | Kompassrose, die auf Nachbargemeinden zeigt | Thossen |
| Reinhardtswalde | Dehles                                      |         |

## Geschichte
1418 wurde der Name Schonlint erstmals urkundlich genannt. 1508 schrieb man Schon Linde und 1875 Schönlind bei Plauen. Bezüglich der Grundherrschaft gehörte Schönlind anteilig zu den Rittergütern Geilsdorf und Reuth und als Amtsdorf zum Amt Plauen. Kirchlich ist Schönlind seit jeher nach Thossen gepfarrt. Schönlind gehörte bis 1856 zum kursächsischen bzw. königlich-sächsischen Amt Plauen. 1856 wurde der Ort dem Gerichtsamt Plauen und 1875 der Amtshauptmannschaft Plauen angegliedert.
Durch die zweite Kreisreform in der DDR kam die Gemeinde Schönlind im Jahr 1952 zum Kreis Plauen-Land im Bezirk Chemnitz (1953 in Bezirk Karl-Marx-Stadt umbenannt). Am 1. Januar 1972 wurde Thossen nach Reuth eingemeindet. Als Ortsteil von Reuth gehörte Schönlind ab 1990 zum sächsischen Landkreis Plauen, der 1996 im Vogtlandkreis aufging. Am 1. Januar 2017 wurde die Gemeinde Reuth mit Schönlind und allen anderen Ortsteilen nach Weischlitz eingemeindet.